# Henry Stanbery
Henry Stanbery, né le 20 février 1803 à New York et mort le 26 juin 1881 dans la même ville, est un juriste et homme politique américain. Membre du Parti whig puis du Parti républicain, il est le premier procureur général de l'Ohio entre 1846 et 1851 puis procureur général des États-Unis entre 1866 et 1868 dans l'administration du président Andrew Johnson.
Il assure la défense du président Johnson durant la procédure d'impeachment lancée contre lui par la Chambre des représentants.

## Biographie
Henry Stanbery naît à New York le 20 février 1803 mais déménage dans l'Ohio en 1814. Il est diplômé du Washington College en septembre 1819 et a étudié le droit. Il est ainsi admis au barreau de l'Ohio en 1824, avant d'être inscrit au barreau de la Cour suprême en 1832. C'est en 1846 qu'il est élu procureur général de l'Ohio, le premier de l'État. Mais c'est le président Andrew Johnson qui le fait accéder à des fonctions fédérales en le nommant procureur général des États-Unis en 1866. Il démissionne de son poste le 16 juillet 1868 afin de pouvoir défendre le président dans son procès d'impeachment. Ce dernier ayant remporté son procès, il renomme Henry Stanbery à son poste de procureur général et même à la Cour suprême. Cependant cette nomination n'a pas abouti du fait de l'opposition du Sénat. Il meurt le 26 juin 1881 à New York.